# Hamilton Wanderers
L'Hamilton Wanderers è una società calcistica semiprofessionistica di Hamilton, in Nuova Zelanda.
Milita dal 2016 nel massimo campionato neozelandese. Gioca le gare interne al Porritt Stadium.
A differenza della maggior parte dei club della massima serie, la stessa società compete anche per la Chatham Cup.
Ha anche una sezione femminile che gioca nella massima serie neozelandese.

## Palmarès

### Competizioni giovanili
- New Zealand Youth National League: 1

2016